# چنین گفت زرتشت (اشتراوس)

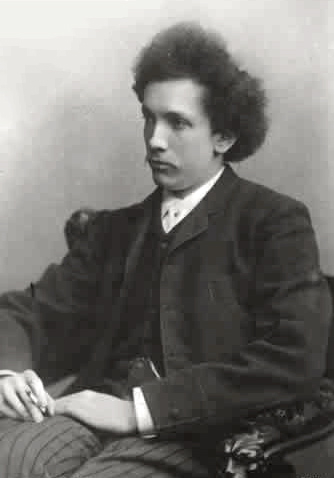
ریشارد اشتراوس، ۱۸۹۴

«چنین گفت زرتشت» (به آلمانی: Also sprach Zarathustra) نام قطعه موسیقی‌ای از ریشارد اشتراوس، آهنگساز آلمانیست.
کتاب چنین گفت زردشت نوشته فریدریش نیچه فیلسوف و شاعر آلمانی مستقیماً الهام بخش ریشارد اشتراوس (۱۹۴۹–۱۸۶۴)، موسیقی‌دان آلمانی، گردید که در ۱۸۹۶ «پوئم سمفونیک» ی به نام چنین گفت زرتشت (اپرای ۳۰) ساخت که از درخشان‌ترین آثار این نوع است.

## بازتاب در فرهنگ معاصر
به دلیل استفاده از این بخش اول این قطعه (طلوع) در تیتراژ آغازین مجموعه ادیسه فضایی، بخش ابتدایی قطعه به خوبی در فرهنگ عمومی شناخته شده‌است و اغلب به عنوان نشانه ای از یک واقعه مهم در حال وقوع مورد استفاده قرار می‌گیرد.

## سازبندی
سازهای بادی
- پیکولو
- ۳ فلوت
- ۳ ابوا
- کر آنگله
- کلارینت در می-بمل
- ۲ کلارینت در سی-بمل
- باس کلارینت
- ۳ باسون
- کنترباسون

سازهای بادی برنجی
- ۶ هورن
- ۴ ترومپت
- ۳ ترومبون
- ۲ توبا

سازهای کوبه‌ای
- تیمپانی
- سنج
- طبل بزرگ
- ناقوس لوله‌ای
- مثلث
- گلوکن‌اشپیل

کیبورد
- ارگ کلیسا

سازهای زهی آرشه‌ای
- ۲ چنگ
- ویولن I و II
- ویولا
- ویولن‌سل
- کنترباس